# Burbank, Kalifornija
Burbank je grad u američkoj saveznoj državi Kaliforniji. Godine 2009. imao je 108.082 stanovnika.
Nalazi se u okrugu Los Angeles, udaljen 10-ak km sjeverozapadno od istoimenog grada.
Grad, koji je osnovan 1887. godine, najpoznatiji je po tome što je sjedište brojnih tvrtki, posebice onih iz industrije zabave te medija, pa je poznat i kao "Svjetska medijska prijestolnica". Neke od tvrtki čije se uprave nalaze u Burbanku su: ABC, DIC Entertainment, Dick Clark Productions, NBC, New Wave Entertainment, Nickelodeon, Technicolor/Thomson, Viacom, The Walt Disney Company, Warner Bros. i Warner Music Group. Također, u gradu živi ili je živio veći broj osoba iz svijeta zabave: Orlando Bloom, Tim Burton, Holly Marie Combs, Angie Dickinson, Hilary Duff, Zac Efron, Mark Harmon, Ron Howard, Shia LaBeouf, Jay Leno, Sean Penn, Tom Petty, Bonnie Raitt, John Ritter, Rene Russo, Eddie Van Halen i drugi.

## Vanjske poveznice
- Službena stranica (engl.)

### Ostali projekti
|  | Zajednički poslužitelj ima još gradiva o temi Burbank, Kalifornija |